# San Juan de Manapiare
San Juan de Manapiare – miasto w Wenezueli, w stanie Amazonas, siedziba gminy Manapiare.
Zostało założone w 1940. Liczy 991 mieszkańców (2001). Burmistrzem miasta jest Pastor Nelson Rodrìguez.